# Superman-Batman: nemici pubblici
Superman-Batman: nemici pubblici (Superman/Batman: Public Enemies) è un film d'animazione direct-to-video del 2009 diretto da Sam Liu. Prodotto dalla Warner Bros. Animation (con il contributo dello studio sudcoreano Lotto Animation per l'animazione), il film è basato sull'arco narrativo "Nemici pubblici" della serie a fumetti DC Comics Superman/Batman, scritto da Jeph Loeb e disegnato da Ed McGuinness, incentrato su Superman e Batman che uniscono le forze per impedire a un meteorite di colpire la Terra e per sconfiggere Lex Luthor, eletto Presidente degli Stati Uniti d'America. È il sesto film della serie DC Universe Animated Original Movies, e nell'edizione originale vede Tim Daly, Kevin Conroy, Clancy Brown e CCH Pounder riprendere i rispettivi ruoli del DC Animated Universe, nei panni rispettivamente di Superman, Batman, Lex Luthor e Amanda Waller. Il film fu distribuito negli Stati Uniti dalla Warner Home Video il 29 settembre 2009.

## Trama
Lex Luthor viene eletto Presidente durante una grave depressione economica nazionale. Sotto la sua guida, l'economia inizia a prosperare e lui assembla un gruppo di supereroi governativi composto da Capitan Atom, Katana, Fulmine Nero, Power Girl, Starfire e Major Force. Nonostante l'entusiasmo di Power Girl per la pace e la stabilità e la lealtà di Capitan Atom al governo, Superman e Batman mantengono la loro sfiducia nei confronti di Luthor.
Il governo degli Stati Uniti scopre un'enorme meteora di kryptonite che si dirige verso la Terra. Invece di chiedere aiuto ai supereroi, Luthor decide di distruggerla con missili nucleari. Luthor organizza un incontro con Superman a Gotham City con il pretesto di una tregua, ma ne consegue una battaglia contro Metallo, assoldato da Luthor. Metallo riesce a ferire Superman e Batman prima che un aggressore sconosciuto lo uccida. In diretta nazionale, Luthor attribuisce l'omicidio di Metallo a Superman, usando filmati alterati del loro scontro per incriminarlo, oltre a un'affermazione infondata secondo cui le radiazioni di kryptonite possono influenzare il giudizio di Superman, quindi mette una taglia di un miliardo di dollari su di lui.
Batman e Superman irrompono nei Laboratori S.T.A.R. in cerca di informazioni sul meteorite e trovano i resti di Metallo; capiscono che un'esplosione di energia radioattiva lo ha ucciso, e che è stata creata per assomigliare alla vista termica di Superman. Un esercito di supercriminali in cerca della taglia li attacca. Superman e Batman sconfiggono facilmente la maggior parte dei criminali, mentre Capitan Atom sconfigge gli altri con un'enorme esplosione di energia. Tutti i membri del team di supereroi di Luthor, tranne Power Girl (la cui lealtà è incerta), tentano di catturare l'eroico duo finché Superman non crea un tornado usando la sua supervelocità, e i due eroi fuggono con Power Girl.
A Metropolis, Power Girl ammette di non credere che Superman abbia ucciso Metallo e di disprezzare Luthor. I supereroi di Luthor lo raggiungono e la lotta ricomincia con Power Girl che aiuta Batman e Superman, finché Batman non deduce che Major Force ha ucciso Metallo su ordine di Luthor e lo spinge ad ammetterlo davanti a tutti. Quando Major Force scatta e cerca di ucciderlo, una Power Girl infuriata lo colpisce con un pugno così forte da rompere la sua tuta di contenimento, rilasciando le sue radiazioni. Capitan Atom assorbe l'energia, disintegrando Major Force e lasciandolo in coma.
Nel frattempo, i missili falliscono a causa delle radiazioni del meteorite che li distruggono prima dell'impatto. Amanda Waller scopre che Luthor ha assunto segretamente un siero composto da uno steroide che aumenta la forza e kryptonite liquida. Luthor informa quindi Waller che lascerà che il meteorite colpisca la Terra mentre progetta di ricostruire la società a sua immagine, diventando l'unico leader della Terra. Batman e Superman combattono contro Capitan Marvel e Hawkman prima di irrompere nella base operativa di Luthor per recuperare i dati sul meteorite. Luthor si rifiuta di cedere i dati, arrivando addirittura a cancellarli dai computer del laboratorio, ma Waller ne dà loro una copia. Batman, Superman e Power Girl si dirigono a Tokyo per consegnare i dati al Giocattolaio, che ha già costruito un'astronave a propulsione missilistica per fermare il meteorite. Waller e l'esercito tentano quindi di arrestare Luthor, ma lui si inietta altri steroidi e indossa una tuta potenziata dotata di armi di kryptonite. Dopo essere fuggito da Waller e dall'esercito, Luthor segue Superman e Batman oltreoceano, con l'intenzione di uccidere Superman stesso.
Dopo che Batman e Superman arrivano al laboratorio del Giocattolaio, questi mostra loro la navicella spaziale, che assomiglia a una gigantesca versione robotica composita di Superman e Batman, e con i dati crea rinforzi in modo che non esploda prima dell'impatto. Tuttavia, Luthor arriva e neutralizza Power Girl, Superman e Batman, e disattiva i sistemi di guida a distanza del razzo in modo che non decolli da solo. Non avendo altra scelta, Batman decide di pilotare il razzo da solo nonostante le proteste di Superman. Sebbene inizialmente non se la cavi bene, Superman alla fine disattiva la tuta di Luthor, che viene catturato da Capitan Atom e dalla sua squadra. Batman distrugge con successo il meteorite e torna sulla Terra a bordo di una capsula di salvataggio.
Con la verità sulla morte di Metallo ormai di dominio pubblico, Superman viene scagionato dalle accuse di omicidio, mentre Luthor viene arrestato. Batman torna a Gotham, mentre Lois Lane arriva e abbraccia Superman.

## Personaggi e doppiatori
| Personaggio          | Doppiatore originale | Doppiatore italiano |
| -------------------- | -------------------- | ------------------- |
| Lex Luthor           | Clancy Brown         | Alessio Cigliano    |
| Batman / Bruce Wayne | Kevin Conroy         | Fabrizio Pucci      |
| Superman             | Tim Daly             | Christian Iansante  |
| Capitan Atom         | Xander Berkeley      | Enrico Di Troia     |
| Capitan Marvel       | Corey Burton         |                     |
| Major Force          | Ricardo Chavira      | Enrico Pallini      |
| Power Girl           | Allison Mack         | Chiara Gioncardi    |
| Metallo              | John C. McGinley     |                     |
| Amanda Waller        | CCH Pounder          | Laura Lenghi        |
| Fulmine Nero         | LeVar Burton         |                     |
| Giocattolaio         | Calvin Tran          |                     |
| Giornalista          | Mark Jonathan Davis  |                     |
| Gorilla Grodd        | Brian George         |                     |
| Killer Frost         | Jennifer Hale        |                     |
| Nightshade           | Rachael MacFarlane   |                     |
| Alfred Pennyworth    | Alan Oppenheimer     | Oliviero Dinelli    |
| Giganta              | Andrea Romano        |                     |
| Mongul               | Bruce Timm           |                     |

## Colonna sonora
La colonna sonora del film, composta da Christopher Drake, fu pubblicata dalla New Line Records lo stesso giorno dell'uscita del film.

### Tracce
1. Markets Crash – 1:32
2. Main Title – 2:27
3. Freeway Chase – 1:15
4. Admit Something – 1:40
5. Metallo – 4:51
6. High Voltage – 0:51
7. Framed – 1:27
8. Luthor talks to Power Girl – 0:55
9. S.T.A.R. Labs/ Banshee & The Cold Crew / Mongul, Grundy, Grodd – 5:57
10. Bounty Hunters – 1:58
11. No Surrender – 2:02
12. Tornado Recovery – 0:16
13. Trust Your Instints – 4:05
14. The Corps Fights Sinestro – 2:48
15. Missile Launch – 1:45
16. Luthor’s Fix – 0:23
17. Shazam! – 3:05
18. Luthor Shoots Up – 1:17
19. Heroes In Disguise – 3:11
20. Toyman – 2:13
21. Blast Off – 4:02
22. Ultimate Sacrifice – 3:06
23. A Hero’s Return – 2:56
24. End Credits – 4:00

Durata totale: 58:02

## Accoglienza

### Vendite
Nella classifica delle vendite di DVD, Superman-Batman: nemici pubblici debuttò al quinto posto, vendendo 197 626 copie nella prima settimana per un incasso di 3 222 460 dollari. Il film ha incassato complessivamente 11 024 928 dollari dalle vendite home video negli Stati Uniti.

### Critica
Kofi Outlaw, scrivendo per Screen Rant, valutò il film positivamente, lodando la fedeltà al fumetto e la recitazione del cast. Chris Mautner di CBR. scrisse invece una recensione molto negativa, criticando il design dei personaggi e i dialoghi e definendo il film "il tipico film d'azione tra amici super-macho, e altrettanto stupido e sessista come la maggior parte di essi" e "un'esagerazione da fanboy al suo livello più basso e basilare". Tuttavia Renaldo Matadeen, in una recensione retrospettiva per lo stesso sito, ne diede una valutazione positiva, apprezzando la fedeltà al fumetto (anche nel design dei personaggi) e l'interpretazione dei protagonisti, e lo definì il miglior film d'animazione tratto da un fumetto DC Comics. Nel 2025 Chris Grudge, in un articolo sempre per CBR., lo ha classificato al settimo posto tra i migliori film d'animazione su Superman.

## Distribuzione

### Edizione italiana
L'edizione italiana fu distribuita sulla piattaforma on demand Premium Net TV di Mediaset Premium nella primavera del 2011. Per un errore di traduzione dei dialoghi, Power Girl afferma che il Giocattolaio avrebbe trent'anni anziché tredici come nell'edizione originale. Inoltre i nomi di alcuni personaggi differiscono dalle traduzioni dei fumetti: Capitan Atom viene chiamato Capitan Atomo, mentre Fulmine Nero viene chiamato col suo nome originale Black Lightning.

### Edizioni home video
Superman-Batman: nemici pubblici fu pubblicato in DVD-Video in edizione a disco singolo e doppio, insieme a un'edizione Blu-ray Disc, il 29 settembre 2009. I contenuti speciali dell'edizione a doppio disco includono dei promo dei film precedenti della serie e del fumetto crossover DC Comics del 2009 La notte più profonda, due featurette sulla produzione, un'anteprima di Justice League: La crisi dei due mondi e due episodi di Superman in cui appare Batman selezionati da Bruce Timm. L'edizione Blu-ray ha tutti i contenuti dell'edizione a doppio disco in definizione standard, insieme a quattro episodi di Justice League Unlimited selezionati da Timm.

## Sequel
Il buon successo di Superman-Batman: nemici pubblici spinse Warner e DC a realizzare un sequel, Superman/Batman: Apocalypse, basato sull'arco narrativo di Superman/Batman "La ragazza di Krypton". Il film uscì il 28 settembre 2010.